# Brigitte Antes

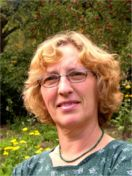
Brigitte Antes (2004)

Brigitte Antes (* 1951 in Ilsbach bei Kleinich) ist eine deutsche Librettistin für Kinder-Musicals mit biblischen Themen.

## Leben
Sie wuchs in Ilsbach im Kreis Bernkastel-Wittlich auf, besuchte von 1962 bis 1970 das Nikolaus-von-Kues-Gymnasium in Bernkastel-Kues. Sie studierte an der Johannes-Gutenberg-Universität in Mainz Mathematik und Chemie auf Lehramt. Danach arbeitete sie als Lehrerin an Gymnasien in Bingen am Rhein, Geisenheim und Bad Kreuznach. 
In ihrer Freizeit begann sie, in Zusammenarbeit mit den Komponisten Gerd-Peter Münden, Ingo Bredenbach, Michael Benedict Bender und Witold Dulski, Musicals für Kinder mit biblischen Themen zu schreiben, die mittlerweile auch veröffentlicht worden sind.

## Werke
- Das goldene Kalb (1993), Komponist: Gerd-Peter Münden (ISMN M-006-50258-5)
- David und Jonathan (1995), Komponist: Gerd-Peter Münden (ISMN M-006-50251-6)
- Joseph und seine Brüder (2001), Komponist: Gerd-Peter Münden (ISMN M-006-52432-7)
- Esther (2002), Komponist: Ingo Bredenbach
- Das Krippenspiel (2002), Komponist: Gerd-Peter Münden
- Unterwegs mit David (2004), Komponisten: Michael Benedict Bender, Ingo Bredenbach
- Daniel (2004), Komponist: Gerd-Peter Münden
- Klasse, wir singen[1] (2006), Komponist: Gerd-Peter Münden
- Jetzt reicht's! sprach Gott. Noah und die Sintflut (2013), Komponist: Witold Dulski
- Luther (2016), Komponist: Gerd-Peter Münden[2]
- Der Teufel mit den drei goldenen Haaren[3] (2021), Komponist: Gerd-Peter Münden